# Urobatis tumbesensis
Urobatis tumbesensis is een vissensoort uit de familie van de Urotrygonidae. De wetenschappelijke naam van de soort is voor het eerst geldig gepubliceerd in 1979 door Chirichigno F. & McEachran.